# Ben Lambrechts
Ben Lambrechts is een Belgisch onderwijsbestuurder.

## Levensloop
Ben Lambrechts studeerde pedagogische wetenschappen aan de Katholieke Universiteit Leuven.
Hij begon zijn loopbaan bij Uitgeverij Averbode en was vervolgens betrokken bij diverse onderwijs- en ICT-projecten. In 2002 werd hij verantwoordelijk voor de uitbouw van het ICT-centrum aan de Provinciale Hogeschool Limburg (PHL). Op 1 oktober 2005 werd hij aangesteld tot algemeen directeur van de hogeschool. Na de fusie tussen de Limburgse hogescholen PHL en XIOS werd hij in 2013 algemeen directeur van Hogeschool PXL. 
Lambrechts is actief binnen de Vlaamse Hogescholenraad (VLHORA) en werd in 2025 benoemd tot voorzitter van het Vlaams Partnerschap Duaal Leren en PXL-alliantie-voorzitter van het samenwerkingsverband tussen 6 Limburgse opleiders. Daarnaast is hij bestuurder bij de UHasselt, SyntraPXL en Veralim.